# Demande de travail
 (mai 2018).
Si vous disposez d'ouvrages ou d'articles de référence ou si vous connaissez des sites web de qualité traitant du thème abordé ici, merci de compléter l'article en donnant les références utiles à sa vérifiabilité et en les liant à la section « Notes et références ».
Cet article court présente un sujet plus développé dans : Économie du travail.
En économie, la demande de travail représente la quantité de travail dont les entreprises ont besoin pour pouvoir produire des biens et services. En échange du travail fourni, les entreprises rémunèrent les travailleurs.
Dans la théorie économique néoclassique, en condition de concurrence pure et parfaite la demande de travail issue des entreprises augmente lorsque le coût du travail diminue. Dans la théorie keynésienne, la demande de travail augmente lorsque la demande globale des agents en biens de consommation et d'équipement augmente et qu'il est donc nécessaire de produire davantage pour satisfaire cette augmentation de demande.